# پایگاه هوایی هلنیکون
پایگاه هوایی هلنیکون (به انگلیسی: Hellenikon Air Base) یک فرودگاه نظامی است که یک باند فرود سنگفرش دارد و طول باند آن ۳۵۰۰ متر است. این فرودگاه در شهر آتن کشور یونان قرار دارد و در ارتفاع ۲۱ متری از سطح دریا واقع شده‌است.